# Załoga polskiego samolotu Tu-154M nr boczny 101
Załoga polskiego samolotu Tu-154M nr boczny 101 – żołnierze i pracownice 36 Specjalnego Pułku Lotnictwa Transportowego (36 SPLT) uczestniczący w locie PLF 101 w dniu 10 kwietnia 2010 roku, stanowiący obsadę polskiego samolotu wojskowego Tu-154M nr boczny 101, który uległ katastrofie w Smoleńsku.

## Skład załogi
W skład załogi samolotu Tu-154M nr 101 wchodziło siedem osób ze składu 36 Specjalnego Pułku Lotnictwa Transportowego:
| Imię i nazwisko     | Stopień wojskowy w czasie lotu PLF 101 | Funkcja na pokładzie samolotu Tu-154M nr 101 w czasie lotu PLF 101 | Stanowisko w 36 SPLT w czasie lotu PLF 101 | Początek służby lub pracy w 36 SPLT | Wiek |
| ------------------- | -------------------------------------- | ------------------------------------------------------------------ | ------------------------------------------ | ----------------------------------- | ---- |
| Arkadiusz Protasiuk | kapitan pilot                          | dowódca (pierwszy pilot)                                           | oficer sekcji                              | 1997                                | 35   |
| Robert Grzywna      | major pilot                            | drugi pilot                                                        | dowódca załogi                             | 1997                                | 36   |
| Artur Ziętek        | porucznik pilot                        | nawigator                                                          | starszy pilot                              | 2007                                | 31   |
| Andrzej Michalak    | chorąży                                | technik pokładowy                                                  | starszy technik obsługi pokładowej         | 1998                                | 36   |
| Natalia Januszko    |                                        | stewardesa                                                         | personel pokładowy                         | 2009                                | 22   |
| Barbara Maciejczyk  |                                        | stewardesa (szefowa pokładu)                                       | personel pokładowy                         | 2007                                | 28   |
| Justyna Moniuszko   |                                        | stewardesa                                                         | personel pokładowy                         | 2008                                | 24   |

W skład personelu pokładowego samolotu wchodziła również mł. chor. Agnieszka Pogródka-Węcławek, funkcjonariuszka Biura Ochrony Rządu pełniąca rolę stewardesy.

### Wyszkolenie i wyróżnienia
Przed katastrofą w Smoleńsku załoga Tu-154M nr 101 wykonała w takim samym składzie skomplikowaną misję z pomocą humanitarną dla Haiti, podczas której przeprowadziła po sześć startów i lądowań, w tym w trudnej sytuacji na lotnisku w Port-au-Prince, stolicy Haiti. 4 lutego 2010 roku Arkadiusz Protasiuk, Robert Grzywna, Artur Ziętek i Andrzej Michalak zostali za to wyróżnieni przez dowódcę Sił Powietrznych RP, gen. Andrzeja Błasika, który złożył osobiste podziękowanie personelowi latającemu uczestniczącemu w misji humanitarnej. W latach 2008–2010 piloci Arkadiusz Protasiuk i Robert Grzywna odbyli odpowiednio 27 i 13 lotów do krajów wschodnich spoza Sojuszu Północnoatlantyckiego (Rosja i Ukraina). Arkadiusz Protasiuk, Robert Grzywna i Andrzej Michalak odbyli wspólnie 21 wylotów; Arkadiusz Protasiuk i Robert Grzywna – 27 wylotów; Arkadiusz Protasiuk i Andrzej Michalak – 81 wylotów. Arkadiusz Protasiuk i Robert Grzywna znali się od czasu nauki w Liceum Lotniczym im. F. Żwirki i S. Wigury w Dęblinie i studiów w Wyższej Szkole Oficerskiej Sił Powietrznych w Dęblinie, gdzie byli studentami tego samego roku; w 2010 roku przeszli szkolenie symulatorowe w Szwajcarii, dotyczące samolotów Embraer. Członkowie załogi byli wyszkoleni zgodnie z procedurami obowiązującymi w lotnictwie wojskowym; oprócz lotów na Tu-154M wielokrotnie odbywali loty w składzie załogi samolotu Jak-40; według danych MON wykonywali swoje obowiązki w sposób wzorowy.
Po katastrofie w części mediów pojawiły się krytyczne komentarze na temat poziomu wyszkolenia załogi bądź próby obarczania jej winą za katastrofę. Inna część mediów przypisała te komentarze inspiracji ze strony dawnych współpracowników rozwiązanych Wojskowych Służb Informacyjnych lub "służb z układu postsowieckiego". 12 czerwca 2010 roku grupa kilkudziesięciu rodzin ofiar wystosowała list otwarty z apelem do polityków, dziennikarzy, ekspertów i opinii publicznej o nieferowanie wyroków o winie załogi. 12 stycznia 2011 roku tezę o odpowiedzialności załogi za katastrofę zawarł w swoim raporcie końcowym Międzypaństwowy Komitet Lotniczy, (ros.) Межгосударственный авиационный комитет (MAK), organ wykonawczy Wspólnoty Niepodległych Państw.
29 lipca 2011 roku w raporcie końcowym polskiej Komisji Badania Wypadków Lotniczych Lotnictwa Państwowego (KBWLLP) badającej katastrofę w Smoleńsku stwierdzono, że okolicznościami sprzyjającymi katastrofie były m.in. niedostateczne przygotowanie załogi do lotu, niedostateczna wiedza członków załogi w zakresie funkcjonowania systemów samolotu oraz ich ograniczeń oraz nieprawidłowy dobór składu załogi do realizacji zaplanowanego zadania. KBWLLP orzekła również, że jednym z czynników mających wpływ na katastrofę było nieprawidłowe szkolenie lotnicze załóg w 36 Specjalnym Pułku Lotnictwa Transportowego na samolotach Tu-154M.

### Nalot członków załogi
W oficjalnych źródłach pojawiły się rozbieżne dane na temat liczby godzin nalotu poszczególnych członków załogi Tu-154M nr 101. Jest to związane z tym, że w dniu 19 maja 2010 roku, po opublikowaniu komunikatu rosyjskiego Międzypaństwowego Komitetu Lotniczego, (ros.) Межгосударственный авиационный комитет (MAK), zawierającego te dane, Dowództwo Sił Powietrznych RP wydało komunikat podający częściowo inne dane liczbowe; istnieje również trzecie, odrębne źródło w postaci witryny internetowej 36 Specjalnego Pułku Lotnictwa Transportowego. Rozbieżności danych na temat liczby godzin nalotu członków załogi w oficjalnych źródłach obrazuje poniższa tabelka:
| Imię i nazwisko oraz stanowisko na pokładzie Tu-154M nr 101 w czasie lotu PLF 101 | Źródło                                                | Sumaryczny nalot w godzinach | W tym na Tu-154 | Z tego na stanowisku takim jak na Tu-154M nr 101 |
| --------------------------------------------------------------------------------- | ----------------------------------------------------- | ---------------------------- | --------------- | ------------------------------------------------ |
| Arkadiusz Protasiuk dowódca (pierwszy pilot)                                      | Międzypaństwowy Komitet Lotniczy (19 V 2010)          | w przybliżeniu 3480          | b/d             | około 530                                        |
| Arkadiusz Protasiuk dowódca (pierwszy pilot)                                      | Dowództwo Sił Powietrznych RP (19 V 2010)             | 3531                         | 2907            | ponad 445                                        |
| Arkadiusz Protasiuk dowódca (pierwszy pilot)                                      | witryna 36 Specjalnego Pułku Lotnictwa Transportowego | 3528                         | 2937            | b/d                                              |
| Robert Grzywna drugi pilot                                                        | Międzypaństwowy Komitet Lotniczy (19 V 2010)          | 1939                         | b/d             | 160                                              |
| Robert Grzywna drugi pilot                                                        | Dowództwo Sił Powietrznych RP (19 V 2010)             | 1939                         | 506             | b/d                                              |
| Robert Grzywna drugi pilot                                                        | witryna 36 Specjalnego Pułku Lotnictwa Transportowego | 1939                         | 506             | b/d                                              |
| Artur Ziętek nawigator                                                            | Międzypaństwowy Komitet Lotniczy (19 V 2010)          | 1070                         | b/d             | 30                                               |
| Artur Ziętek nawigator                                                            | Dowództwo Sił Powietrznych RP (19 V 2010)             | 1069                         | 60              | b/d                                              |
| Artur Ziętek nawigator                                                            | witryna 36 Specjalnego Pułku Lotnictwa Transportowego | 1069                         | 60              | b/d                                              |
| Andrzej Michalak technik pokładowy                                                | Międzypaństwowy Komitet Lotniczy (19 V 2010)          | 290                          | b/d             | 235                                              |
| Andrzej Michalak technik pokładowy                                                | Dowództwo Sił Powietrznych RP (19 V 2010)             | b/d                          | 330             | b/d                                              |
| Andrzej Michalak technik pokładowy                                                | witryna 36 Specjalnego Pułku Lotnictwa Transportowego | 330                          | b/d             | b/d                                              |

Rozbieżności co do nalotu członków załogi samolotu nie uległy wyjaśnieniu po publikacji raportu końcowego MAK w dniu 12 stycznia 2011 roku, gdyż strony polska i rosyjska w dalszym ciągu podawały częściowo rozbieżne dane na ten temat; uwagi strony polskiej do projektu raportu nie doprowadziły do zmiany przez MAK danych o nalocie.

## Następstwa katastrofy samolotu Tu-154M
Po katastrofie dowództwo 36 Specjalnego Pułku Lotnictwa Transportowego otrzymało kondolencje od Telekomunikacji Polskiej, Komendanta Głównego Państwowej Straży Pożarnej, Jednostki Wojskowej GROM i Ambasady Zjednoczonych Emiratów Arabskich w Polsce; Fundacja Polskie Orły rozpoczęła zbiórkę funduszy, by wesprzeć dzieci nieżyjących lotników. 13 kwietnia 2010 roku kpt. pil. Arkadiusz Protasiuk został pośmiertnie awansowany na stopień majora, mjr pil. Robert Grzywna na stopień podpułkownika, por. pil. Artur Ziętek na stopień kapitana, a 15 kwietnia 2010 roku chor. Andrzej Michalak na pierwszy stopień oficerski podporucznika. 16 kwietnia 2010 roku, decyzją marszałka Sejmu Bronisława Komorowskiego, wykonującego obowiązki Prezydenta RP, wszyscy członkowie załogi Tu-154M nr 101 zostali pośmiertnie odznaczeni Krzyżami Kawalerskimi Orderu Odrodzenia Polski. W dniach 24 i 25 kwietnia 2010 roku odbyły się pogrzeby członków załogi samolotu.
1 czerwca 2010 roku przed Salą Tradycji Dowództwa Sił Powietrznych RP w Warszawie odsłonięto tablicę upamiętniającą dowódcę Sił Powietrznych, gen. Andrzeja Błasika, który zginął w katastrofie, oraz członków załogi Tu-154M. Tablicę pamiątkową ufundowała kadra oraz pracownicy wojska Dowództwa Sił Powietrznych i jednostek podległych; uroczystość wmurowania aktu erekcyjnego pod budowę tablicy odbyła się 20 maja 2010 roku.
Załoga samolotu Tu-154M została także upamiętniona, wraz z innymi ofiarami katastrofy związanymi z wojskiem, na tablicy pamiątkowej na frontonie gmachu Ministerstwa Obrony Narodowej przy ul. Klonowej 1 w Warszawie, odsłoniętej 10 listopada 2010 roku. Nagrobki czterech członków załogi pochowanych na Cmentarzu Wojskowym na Powązkach w Warszawie – Roberta Grzywny, Andrzeja Michalaka, Natalii Januszko i Barbary Maciejczyk – stały się częścią pomnika ofiar katastrofy smoleńskiej na Cmentarzu Wojskowym na Powązkach, również odsłoniętego w dniu 10 listopada 2010 roku.

### Stenogramy rozmów załogi
1 czerwca 2010 roku upubliczniono stenogramy rozmów załogi Tu-154M nr 101 w czasie lotu w dniu 10 kwietnia 2010 roku. Wzbudziły one tak duże zainteresowanie, że strona internetowa Ministerstwa Spraw Wewnętrznych i Administracji, na której je opublikowano, odnotowała tego dnia ponad 220 tys. wejść, co doprowadziło do jej zablokowania z powodu nadmiernego obciążenia. Kluczowe fragmenty stenogramów opublikowała w przekładzie na język angielski Agencja Reutera.
W czerwcu 2010 roku rozpoczęto pracę nad nowymi, udoskonalonymi wersjami stenogramów rozmów załogi samolotu, pozbawionymi fragmentów opisanych jako nieczytelne, przygotowywanymi przez Instytut Ekspertyz Sądowych w Krakowie (na zlecenie polskiej prokuratury wojskowej) oraz przez Centralne Laboratorium Kryminalistyczne Komendy Głównej Policji i laboratorium Agencji Bezpieczeństwa Wewnętrznego (na zlecenie Komisji Badania Wypadków Lotniczych Lotnictwa Państwowego (KBWLLP)). W lipcu 2010 roku poinformowano, że specjaliści z Instytutu Ekspertyz Sądowych w Krakowie odczytali kilkadziesiąt nowych słów wypowiedzianych w czasie lotu. Prokurator generalny Andrzej Seremet oświadczył, że słowa te mogą mieć poważne znaczenie dla śledztwa; zadeklarował, że w przyszłości będzie za ich opublikowaniem. Jerzy Miller, minister spraw wewnętrznych i administracji, od 28 kwietnia 2010 roku przewodniczący Komisji Badania Wypadków Lotniczych Lotnictwa Państwowego badającej przyczyny katastrofy, powiedział, że nie zna słów odczytanych przez ekspertów z Krakowa; stwierdził, że jest przeciwny publikowaniu wszystkich szczegółów nagrań z czarnych skrzynek.
19 lutego 2011 roku odbyła się konferencja prasowa polskich prokuratorów wojskowych, którzy poinformowali, że prokuratura wciąż nie otrzymała opinii fonoskopijnej na temat rozmów załogi przygotowywanej przez Instytut Ekspertyz Sądowych. Ostateczna opinia biegłych miała zostać sporządzona na podstawie oryginału rejestratora albo jeśli eksperci stwierdzą, że nie jest on im potrzebny do wydania wiążącej opinii; podczas konferencji prasowej zaznaczono, że to drugie wyjście jest raczej mało prawdopodobne. 
5 września 2011 roku Komisja Badania Wypadków Lotniczych Lotnictwa Państwowego (KBWLLP) upubliczniła nowe wersje stenogramów rozmów załogi zawierające nieznane wcześniej wypowiedzi; nowe wersje stenogramów znalazły się w tzw. "Protokole z badania zdarzenia lotniczego nr 192/2010/11", opublikowanym na stronach internetowych KBWLLP i MSWiA.
W grudniu 2011 roku Instytut Ekspertyz Sądowych w Krakowie przekazał prokuraturze wojskowej opinię fonoskopijną wraz z nową wersją stenogramów rozmów prowadzonych w kokpicie maszyny.